# Hwang U-seok

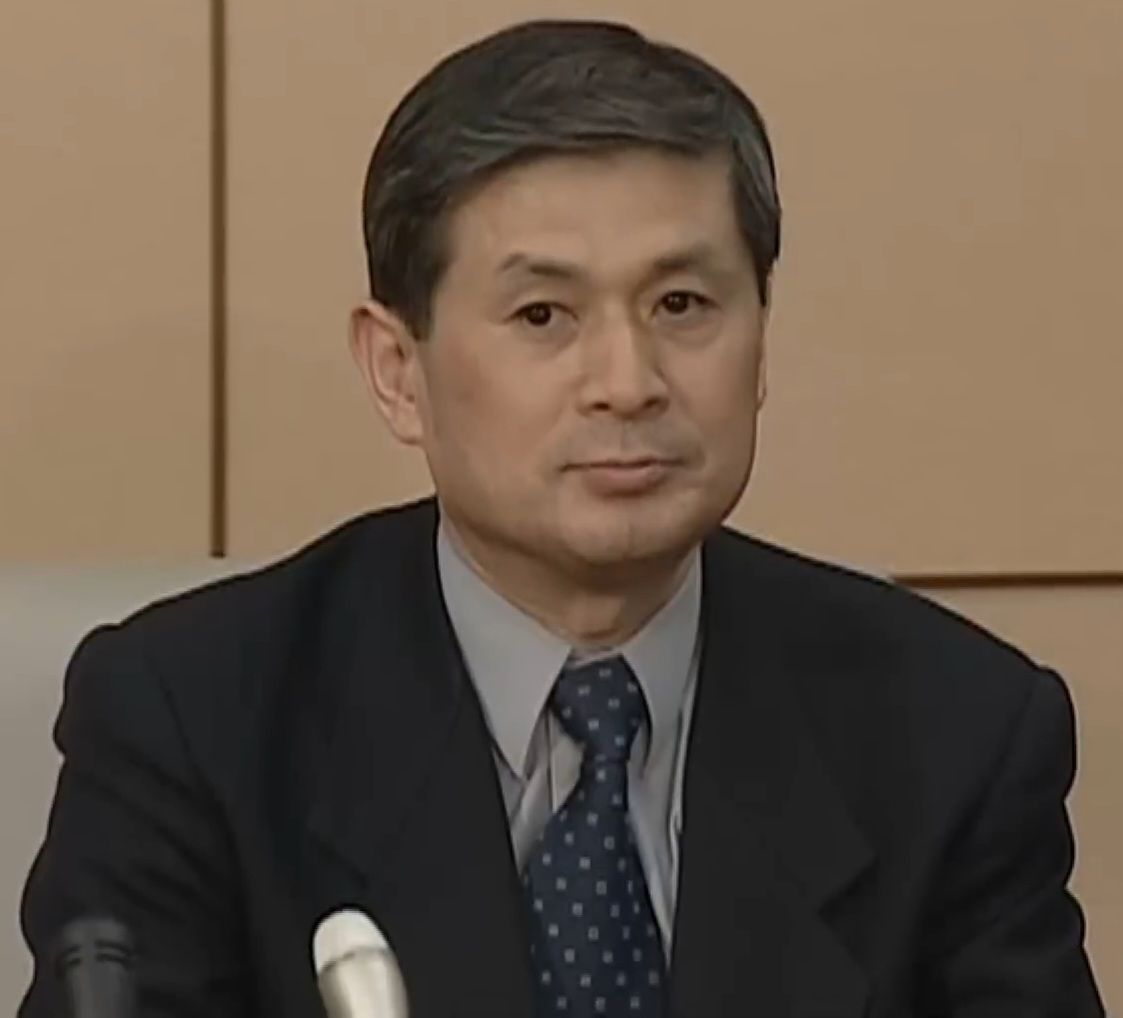
Hwang U-seok

Hwang Woo-Suk (Tiếng Hàn: 황우석; Hanja: 黃禹錫; sinh ngày 29 tháng 1 năm 1953) là nhà nghiên cứu sinh học Hàn Quốc.
Ông là giáo sư tại Đại học Quốc gia Seoul (bị cách chức ngày 20 tháng 3 năm 2006) và đã nổi tiếng sau một loạt đột phá trong lĩnh vực nghiên cứu tế bào gốc. Cho đến tháng 11 năm 2005, ông đã được xem là một trong những chuyên gia tiên phong trong lĩnh vực nghiên cứu tế bào gốc, nổi tiếng với các bài đăng trên tạp chí Science năm 2004 và 2005 nơi ông đã báo cáo lừa dối là đã thành công trong việc tạo ra tế bào gốc phôi người thông qua nhân bản. Ông trở nên nổi tiếng thế giới nhờ các công trình nghiên cứu về nhân bản người. Cuối năm ngoái, ông công bố nghiên cứu của ông về tế bào mầm. Nhưng sau đó, các cuộc điều tra đã phát hiện ra rằng các nghiên cứu của ông Hwang đều không có thật. Ông đã nhận rất nhiều tiền của nhà nước để nghiên cứu, nhưng lại đưa ra những kết quả giả mạo. Trong khi đó, mọi người đều đã tin ông. Ông đã nói dối cả thế giới. Hậu quả là gì? Ông đã bị mất việc, mất lòng tin của mọi người, mất danh dự. Ông còn phải đền bù lại tiền cho nhà nước. Ông ấy phải cảm thấy xấu hổ với những người đã tin tưởng mình,